# Ody (Kajetan Koźmian)
Ody – cykl pięciu ód Kajetana Koźmiana.
Ody powstawały na przestrzeni trzynastu lat (1800-1813). Głównym bohaterem utworów był Napoleon Bonaparte. Niektóre z utworów mają odmienne, poważnie różniące się wersje. Ody Koźmiana zostały wysoko ocenione, m.in. przez Adama Mickiewicza.
Na cykl składają się utwory:
1. Oda na wojnę w roku 1800, ukończoną batalią pod Marengo (1800)
2. Oda na zawieszenie orłów francuskich w Lublinie (1809)
3. Oda na pokój w roku 1809 (1809)
4. Oda na pożar Moskwy (1812)
5. Oda na upadek dumnego (1813)